# Kimmerslev Sogn
Kimmerslev Sogn ist eine Kirchspielsgemeinde (dän.: Sogn) auf der dänischen Insel Seeland.
Bis 1970 gehörte sie zur Harde Ramsø Herred im damaligen Roskilde Amt, danach zur Skovbo Kommune, die wiederum im Zuge der Kommunalreform zum 1. Januar 2007 in der erweiterten Køge Kommune als Teil der Region Sjælland aufgegangen ist.
Am 1. Januar 2023 lebten 373 Einwohner im Kirchspiel, die „Kimmerslev Kirke“ liegt auf dem Gebiet der Gemeinde.
Nachbargemeinden sind im Osten Nørre Dalby Sogn, im Südosten Bjæverskov Sogn, im Südwesten Gørslev Sogn sowie im Westen und Nordwesten Borup Sogn. Auf dem Gemeindegebiet liegen im Westen drei kleinere Areale des Nørre Dalby Sogn.